# دون كروغ
دون كروغ (بالإنجليزية: Don Krug)‏ هو أكاديمي أمريكي، ولد في 23 يناير 1957 في ويسكونسن في الولايات المتحدة، وتوفي في 2 أبريل 2017 بسبب سرطان.